# 岩田圭介
岩田 圭介（いわた けいすけ、1955年 - ）は日本のアニメプロデューサー。エー・ティー・エックス（アニメシアターX）代表取締役社長。静岡県出身。

## 経歴
1979年、東京12チャンネル（現在のテレビ東京）に入社。営業、編成、報道を経て、1993年に映画部に配属。後に映画部アニメ担当副部長となり、『新世紀エヴァンゲリオン』（Project EVAとして）、『ポケットモンスター』、『遊☆戯☆王デュエルモンスターズ』、『ラブひな』など数多くのテレビアニメのプロデュースを手掛け、同局のテレビアニメ隆盛の立役者となった。
2009年6月、エー・ティー・エックスの代表取締役社長に就任する。
2021年9月14日、Fantasy TechのNFTマーケットプレイス・ブロックチェーンゲーム「PolkaFantasy」のアニメアドバイザーに就任した。
同作においては、NFTマーケットプレイスの強化や他社IPとのコラボレーションを担う予定であるとされている。

## 理想とするプロデューサー像
岩田は『進化するアニメ・ビジネス』にて、大量のアニメ番組を放送するテレビ東京で一番求められているプロデューサーは、単なる目利きではなく、特定のキャラクターあるいはコンテンツにたいしてマルチユースを展開して事業規模を拡大し、そのビジネス展開を全て把握しているワンコンテンツ・マルチユース・プロデューサーだと述べている。

## エピソード
プロデューサーを務めたテレビアニメ『はれときどきぶた』では、作中に出てくるキャラクター 矢玉アナの上司、岩田さんのモデルにもなっている。

## 番組担当
1993年
- 熱血最強ゴウザウラー
- ジャングルの王者ターちゃん

1994年
- 銀河戦国群雄伝ライ

1995年
- ふしぎ遊戯
- ぼのぼの
- モジャ公

1996年
- 超光戦士シャンゼリオン

1997年
- ポケットモンスター
- はれときどきぶた